# Derek Young
Derek Young (Glasgow, 27 mei 1980) is een Schotse voetballer (middenvelder) die sinds 2011 voor de IJslandse eersteklasser UMF Grindavík uitkomt. Eerder speelde hij onder meer voor Aberdeen FC en Dunfermline Athletic.
Young is gehuwd met Alison Young en zij hebben een samen een dochter, Aimee. Zijn broer Darren is ook profvoetballer.